# Lorenzo Bosisio
Lorenzo Bosisio (nascido em 24 de setembro de 1944) é um ex-ciclista italiano, profissional entre 1969 e 1972. Se dedicou principalmente ao ciclismo de pista.
Em 1968, como um ciclista amador, Bosisio participou nos Jogos Olímpicos da Cidade do México, no país homônimo, onde conquistou uma medalha de bronze na perseguição por equipes, juntamente com Luigi Roncaglia, Cipriano Chemello e Giorgio Morbiato.